# Carlos Tê
Carlos Alberto Gomes Monteiro (Cedofeita, Porto; 14 de Junho de 1955) é um letrista e escritor português.
Tornou-se notado com a edição do álbum "Ar de Rock" de Rui Veloso, para o qual deu a sua contribuição como letrista. Antes escrevia em inglês mas foi desafiado a escrever na nossa língua. Além dos primeiros discos de Rui Veloso também colaborou com Salada de Frutas (1981), Jafumega (1982) e Trovante (1983). Em 1986, licenciou-se em filosofia na Universidade do Porto.
Alguns dos temas de Rui Veloso tinham letra e música da sua autoria como "Chico Fininho", "Máquina Zero", entre outros. Carlos Tê é igualmente cantor, como demonstrou no álbum "A Voz e a Guitarra" de 1997.
Também escreveu letras para os Clã, desde 1996, tendo mesmo coproduzido os primeiros discos do grupo. Entretanto também escreveu para outros nomes como ADN (1998), Cabeças No Ar (2002), Jorge Palma (2004), Mariza,  Ala dos Namorados (2007 e 2015), André Sardet (2008) e Ana Moura (2016).
O disco "Cabeças no Ar" (2002) veio a dar origem a um musical (2005) dedicado ao universo da escola, incluindo o abandono escolar. "Amor Solúvel" (2010) foi um novo musical para aproveitar  as canções dos Pepsonautas, um grupo imaginário que tinha criado . "Missa do Galo", o terceiro musical, foi escrito em parceria com Manuel Paulo Felgueiras. Escreveu o livreto da ópera "Mumadona" encomenda de Guimarães 2012  “Um Fio de Jogo” é uma peça de 2014 sobre o fenómeno do futebol. O texto e a direção musical são de Carlos Tê, a encenação de Luísa Pinto e a interpretação de Pedro Almendra.
Carlos Tê escreveu para o jornal "Público" uma série de crónicas, que marcaram a sua presença todos os meses, entre 1991 e 1994, no caderno Local do referido jornal. Nos últimos anos tem sido uma presença assídua como cronista no jornal Expresso.
Colaborou em revistas de poesia (Avatar, Quebra-Noz, Pé-de-Cabra, editadas no Porto entre 1978 e 1981). Tem um romance publicado (O Voo Melancólico do Melro) e três contos (Contos Supranumerários) (edição de Abril de 2001).
Portista ferrenho, foi um dos Moderados de Paranhos que em 2003 lançaram o single "Um Pouco Mais de Azul" e em 2016 colaborou no disco "Tanto Porto".
Desde 2024 que escreve todas as semanas pequenas mensagens em forma de piada, que são enviadas ao humorista Miguel Vaz e lidas no final de cada episódio do podcast “Haja Saúde, Rafaela”. 